# RG-31 Nyala

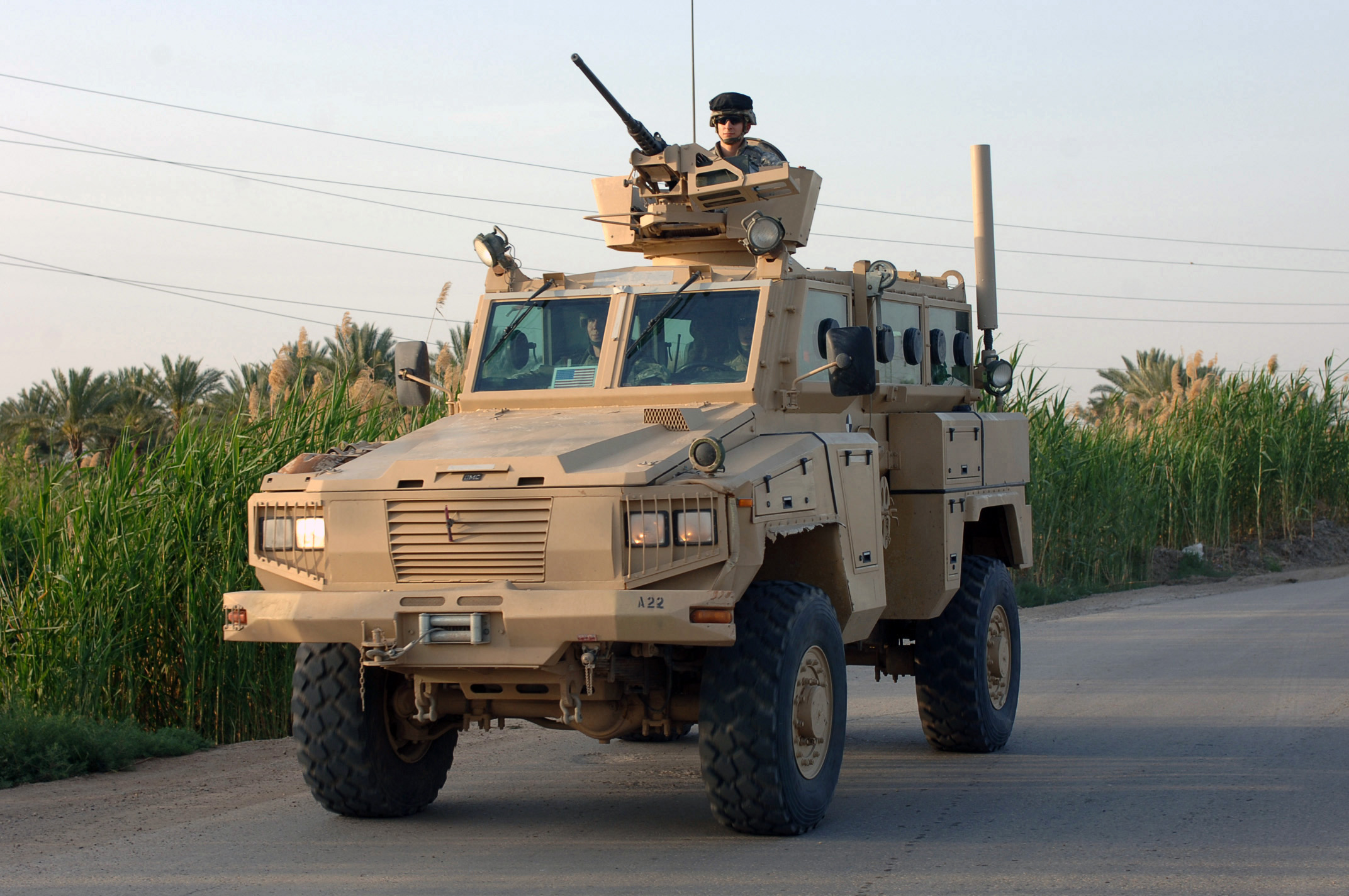
Um RG-31 americano.

O RG-31 Nyala é um carro de combate blindado 4×4 de multi-propósito para transporte de infantaria. Foi desenvolvido na África do Sul pela empresa Land Systems OMC.
O veículo acomoda uma tripulação de 6 a 10 militares, dependendo do modelo. Pode ser armado com uma metralhadora pesada para suporte. É feito especialmente para resistir a explosões, como de minas. Em campo aberto pode chegar a 100 km/h.